# Svatý Aphthonius
Svatý Aphthonius byl laik a jeden z pěti křesťanů umučených okolo roku 350 při perzekuci perského velkokrále Šápúra II. Byla mu useknuta hlava,
V neznámé době byly jeho ostatky a ostatky dalších čtyř mučedníků odvezeny do Konstantinopole a uloženy do jim zasvěceného chrámu.
Roku 1204 byly ostatky během 4. křížové výpravy odvezeny do Francie. Při Velké francouzské revoluci se ostatky mučedníků ztratily. Roku 1892 byly objeveny v obci Grozon.
Jeho svátek se slaví 2. listopadu.